# Paul Muldoon
Pour les articles homonymes, voir Muldoon.
Paul Muldoon est un poète nord-irlandais né le 20 juin 1951 dans le comté d'Armagh. Il a notamment remporté le prix Pulitzer de la poésie et le prix T.S. Eliot.